# Hemis
Hemis ou Hamis é uma aldeia do Ladaque, noroeste da Índia, que pertence ao distrito de Lé. Situa-se no bloco de Kharu, tehsil de Lé, 40 km a sudeste desta última cidade por estrada. Em 2011 tinha 381 habitantes, 45,9% do sexo masculino e 54,1% do sexo feminino.
A aldeia é conhecida pelo mosteiro homónimo de monges budistas tibetanos refundado em 1672 pelo rei do Ladaque Sengge Namgyal. A aldeia organiza um festival colorido em julho e situa-se junto ao Parque Nacional de Hemis, criado em 1981 e habitat do raro leopardo-das-neves.[carece de fontes?]